# Phonodrive
Phonodrive ist eine Pop-Rock-Band aus dem Rhein-Main-Gebiet.

## Filme und Touren
Einige Songs der Band wurden in verschiedenen Spielfilmen verwendet. Zum Beispiel Think About und Made for Me in der Sat.1-Produktion Wüstenherz – Der Trip meines Lebens, Suddenly in der BR-Produktion Die Hochzeit meiner Schwester oder Godspeed Girl in der ARD-Produktion Klassentreffen. Für den Soundtrack des amerikanischen Independent-Horrorstreifens Headspace trugen sie What Is It bei. Neben ausgedehnten Deutschlandreisen war Phonodrive bereits in Australien (Sommer 2005) und Schweden (mit der Band Jeremiha aus Falkenberg) auf Tour.

## Diskografie

### Alben
- 2002: One
- 2005: Music

### Singles
- 2004: Godspeed Girl | Don't Forget Me
- 2018: You're Like the Sea
- 2018: Angels Can Never Die
- 2019: Autoscooter

### EPs
- 2004: Limited